# NGC 90
NGC 90 је спирална галаксија у сазвежђу Андромеда која се налази на NGC листи објеката дубоког неба.
Деклинација објекта је + 22° 24' 2" а ректасцензија 0h 21m 51,6s. Привидна величина (магнитуда) објекта NGC 90 износи 13,8 а фотографска магнитуда 14,5. NGC 90 је још познат и под ознакама UGC 208, MCG 4-2-11, CGCG 479-13, ARP 65, PGC 1405.